# Pikardijska terca
Pikardijska terca je velika terca (v3) v zadnjem trizvoku molovske skladbe, ki določa, da se skladba, napisana v molovi tonaliteti končuje z durovim akordom.
Tovrstna kompozicijska praksa se je začela v obdobju renesančne glasbe (16. stoletje), končala pa v 18. stoletju, v nekaterih primerih pa se je pojavljala še kasneje. Skladatelji so se molovega akorda izogibali zato, ker je v tedanjem času prevladovalo mnenje, da je velika terca bolj konsonantnen interval kot mala terca (m3). Ime kadenčnega postopa izhaja iz imena francoske regije, Pikardije, kjer naj bi glasbeniki tovrstno prakso uporabili prvi.